# Кіпаріс Федір Сергійович
Федір Сергійович Кіпаріс (нар. 11 травня 1940, село Каташин, тепер Чечельницького району Вінницької області — після 2010) — український діяч, військовик, генерал-майор. Народний депутат України 1-го скликання.

## Біографія
Народився в селянській родині. У 1955 році працював автослюсарем у місті Ірпіні Київської області.
Потім — у Радянській армії. Закінчив Ульянівське військове училище зв'язку. Служив на командних посадах у Радянській армії.
Член КПРС з 1964 по 1991 рік.
Освіта вища: закінчив Ленінградську військову академію зв'язку імені Будьонного.
У 1987—1988 роках — заступник начальника Полтавського вищого військового командного училища зв'язку.
З березня 1988 до 1995? року — начальник Полтавського вищого військового командного училища зв'язку імені маршала Москаленка.
18.03.1990 обраний народним депутатом України, 2-й тур 46.14 % голосів, 8 претендентів. Член Комісії ВР України з питань оборони і державної безпеки.
Потім — у відставці. Працював заступником директора Полтавської фабрики «Хімпластмас». Був членом Соціал-демократичної партії України (об'єднаної).

## Звання
- генерал-майор

## Нагороди
- орден «За службу Батьківщині в Збройних Силах СРСР» ІІІ ст.
- ордени
- медалі